# Via del Campo
(Fabrizio De André, da Via del Campo, 1967)
Via del Campo (in ligure in-no Campo) è una strada lastricata del quartiere genovese di Prè, che incrocia in senso trasversale i caruggi del centro storico.
È conosciuta soprattutto per essere stata l'ambientazione di una delle canzoni più famose del cantautore genovese Fabrizio De André, musicata con Enzo Jannacci, intitolata, per l'appunto, Via del Campo e contenuta nell'album Vol. 1º. La via è stata citata successivamente anche nella canzone La casa in via del Campo di Amália Rodrigues.

## Guida

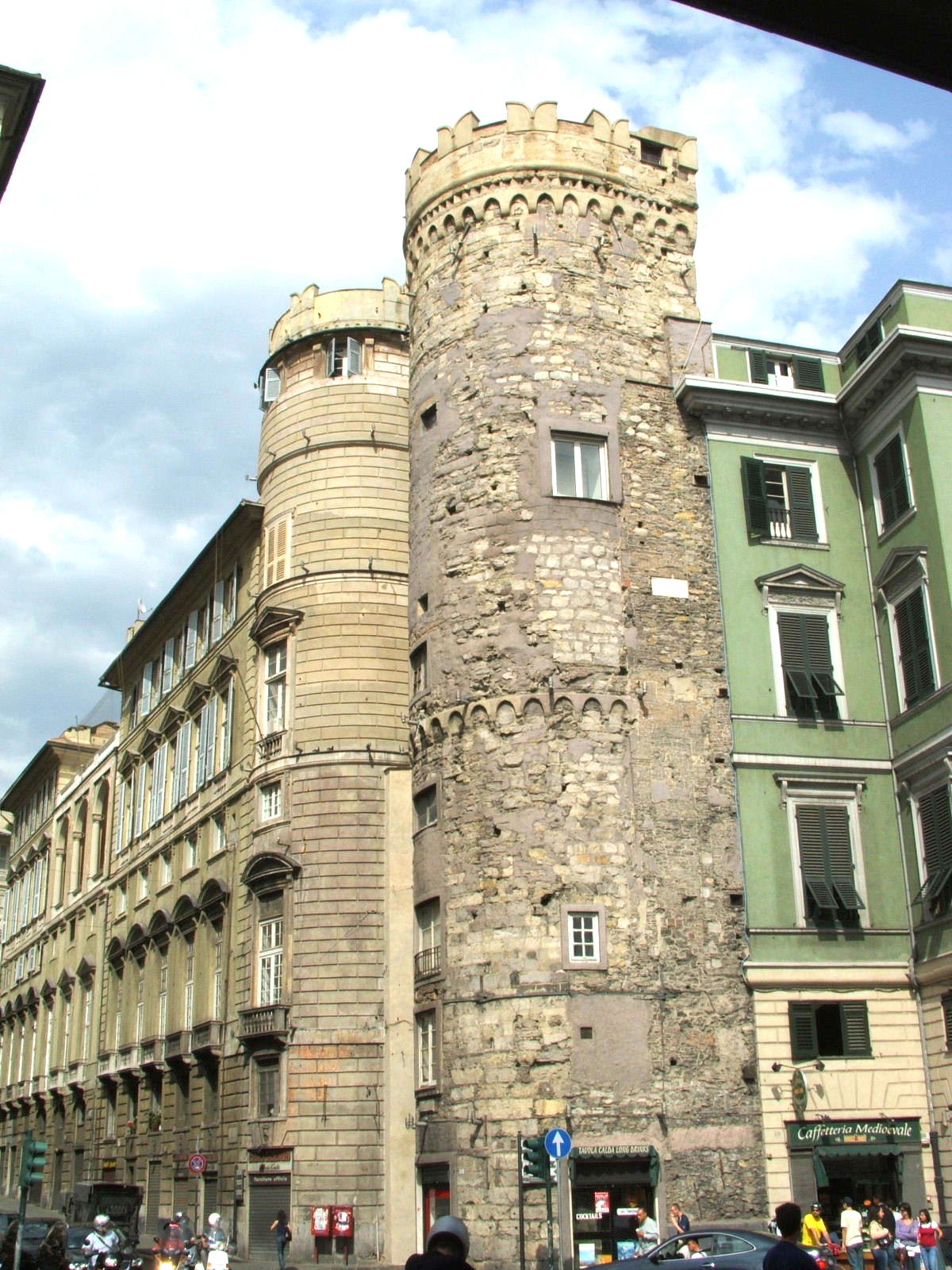
Porta dei Vacca, accesso a via del Campo

Un tempo luogo di contrabbando e meretricio (che veniva praticato sia nei fondachi adibiti a magazzino sia in alcune tra le più rinomate case chiuse, ed è su tale aspetto che pone l'accento la descrizione della via nel brano di De André), oggi ha perso molto dell'antico smalto e del fascino peccaminoso che fino a qualche decennio fa la contraddistingueva, limitandosi a funzionare da anello di congiunzione con l'antica porta dei Vacca - passaggio quasi obbligato per i turisti - fra il moderno lungomare del porto antico (recentemente ristrutturato ad opera di Renzo Piano) e l'adiacente via di Pré - luogo della mala genovese per antonomasia - che termina nel complesso romanico della Commenda di San Giovanni di Pré.
All'incirca a metà della via si apre piazza Vacchero, all'interno della quale è situata la Colonna infame fatta costruire per Giulio Cesare Vachero che congiurò contro la Repubblica genovese.
All'inizio di via del Campo, nel trivio pedonalizzato di piazza Fossatello, si apre la via Lomellini, dove si trova la casa natale di Giuseppe Mazzini, oggi sede del Museo del Risorgimento e dell'Istituto Mazziniano.

## La memoria di De André in via del Campo

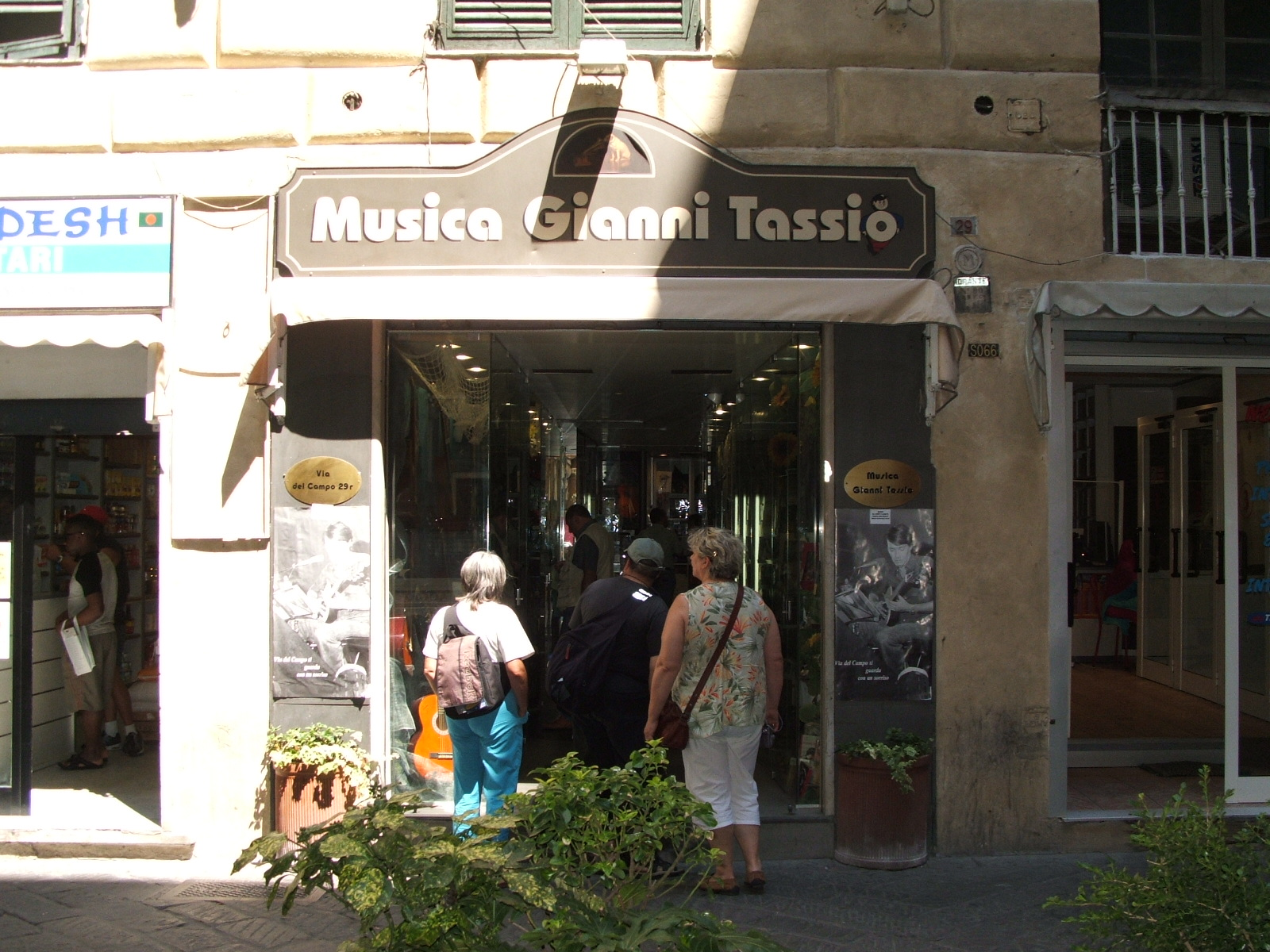
Il negozio di Gianni Tassio, frequentato da Fabrizio De André

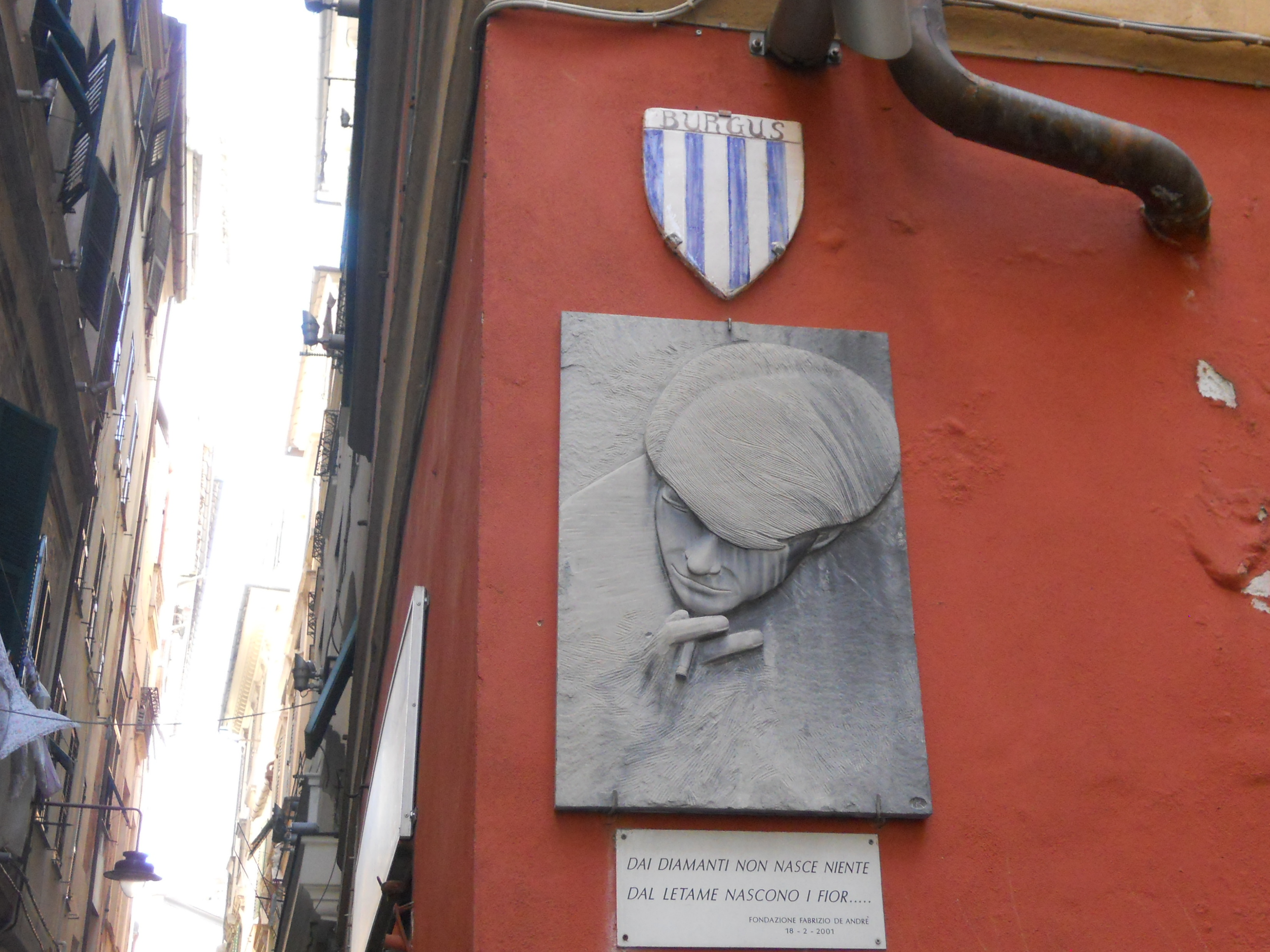
Targa in via del Campo dedicata a Fabrizio De Andrè

In via del Campo si trovava il negozio di dischi e strumenti musicali di Gianni Tassio, grande amico di Fabrizio De André, il quale frequentava fin da giovane il negozio. 
Le persone che transitavano davanti al negozio potevano ascoltare sommessamente le note delle canzoni di De André, mentre in vetrina si trovavano esposte le copertine originali di tutti i dischi pubblicati dal cantautore. All'interno è stata conservata ed esposta la chitarra Esteve appartenuta a De André. Messa all'asta dalla famiglia a favore di Emergency, fu comprata da Gianni Tassio grazie al contributo dell'intera città. La cifra raccolta (168 milioni e 500 000 lire) è stata utilizzata per costruire un ospedale in Sierra Leone, intitolato a Fabrizio De André e una sua corsia fu dedicata a Via del Campo.
Gianni Tassio è morto nel 2004; l'emporio è rimasto aperto, gestito dalla vedova Daniela, fino al 24 febbraio 2010, quando è stato chiuso, venendo acquisito dal comune di Genova e riaperto nel febbraio 2012 dopo essere stato trasformato nel museo multimediale "Via del Campo 29 rosso".

## Versione fado
Altra canzone intitolata alla via è La casa in via del Campo, musica di Alberto Janes e testo di Roberto Arnaldi, cantata da Franco Simone, ma famosa per l'interpretazione da parte della cantante portoghese Amália Rodrigues.